# Coalición Pan-verde
La Coalición Pan-verde (en chino: 泛綠聯盟), también conocida como Grupo Pan-verde, es una alianza política de la República de China —comúnmente llamada Taiwán— que está conformada por el Partido Progresista Democrático, el Partido para la Construcción del Estado de Taiwán, Unión Solidaria de Taiwán, Partido Pengzhou, Asociación de la Constitución de Taiwán y Taiwán Libre. Por otro lado, el Partido del Nuevo Poder y el Partido Social Demócrata, pese a clasificarlos como partidos del movimiento Tercera Fuerza, tienen opiniones políticas similares a la de la Coalición Pan-verde. Algo similar ocurre con el Partido Verde de Taiwán.
Esta agrupación de partidos se contrapone a la Coalición Pan-azul.

## Historia
El nombre se debe a los colores del Partido Democrático Progresista, que originalmente adoptó el verde, en parte, porque tiene un vínculo con el movimiento ecologista y antinuclear. En contraste con la Coalición Pan-azul, la coalición pan-verde está a favor de la independencia de Taiwán y en contra de la reunificación con China. Sin embargo los miembros de las coaliciones moderaron su política con el fin de obtener mayor cantidad de votos.
El origen del movimiento es inherente al desarrollo del Partido Democrático Progresista a mediados de 1980, partido que gobierna y ha gobernado durante varias legislaturas. Pero no es hasta la finalización de las elecciones generales del 2000 que no se crearía esta coalición. La propuesta surgiría tras la expulsión de Lee Teng-hui como líder del Kuomintang y la posterior formación de la Unión Solidaria de Taiwán.

## Partidos miembros
| Partido                                           | Ideología                        | Presidente     | Representación |
| ------------------------------------------------- | -------------------------------- | -------------- | -------------- |
| Partido Democrático Progresista                   | Socioliberalismo                 | Tsai Ing-wen   | 51/113         |
| Partido para la Construcción del Estado de Taiwán | Socioliberalismo                 | Chen Yi-chi    | 0/113          |
| Unión Solidaria de Taiwán                         | Progresismo                      | Liu Yi-te      | 0/113          |
| Partido Pengzhou                                  | Autodeterminación exclusivamente | Cheng Tzu-tsai | 0/113          |
| Asociación de la Constitución de Taiwán           | Constitucionalismo               |                | 0/113          |
| Taiwán Libre                                      | Liberalismo                      | Tsay Ting-kuei | 0/113          |